# هری استردلینگ، جونیور
هری استردلینگ، جونیور (انگلیسی: Harry Stradling, Jr.؛ زادهٔ ۷ ژانویهٔ ۱۹۲۵) یک فیلم‌بردار اهل ایالات متحده آمریکا است. وی بین سال‌های ۱۹۴۴ تا ۱۹۸۸ میلادی فعالیت می‌کرد.
او فرزند هری استردلینگ است و دو مرتبه نامزد دریافت جایزه اسکار بهترین فیلم‌برداری بوده است.
از فیلم‌ها یا مجموعه‌های تلویزیونی که وی در آن‌ها نقش داشته است، می‌توان به ۱۷۷۶، سیمارون و دود اسلحه اشاره نمود.